# 訃報 1971年1月
訃報 1971年1月（ふほう 1971ねん1がつ）では、1971年（昭和46年）1月中に物故した、又は物故が報じられた人物についてまとめる。

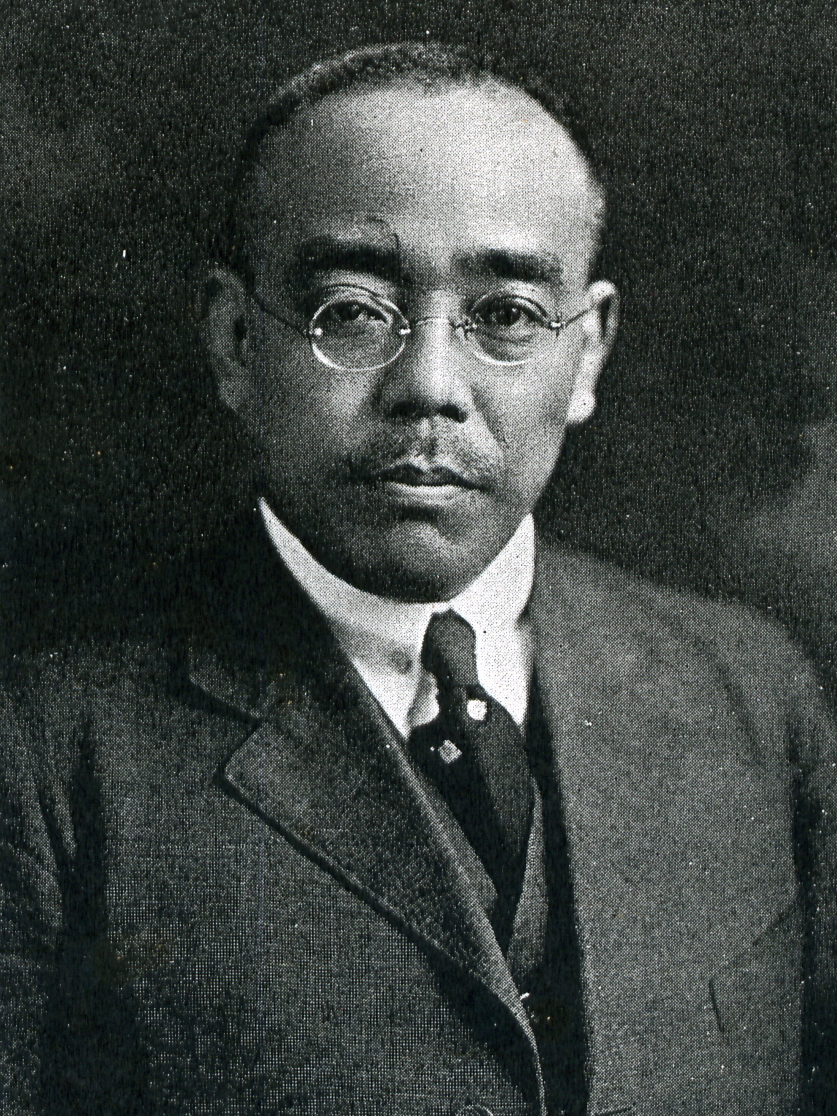
内田信也 / 1月7日没

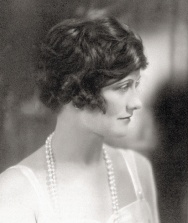
ココ・シャネル / 1月10日没

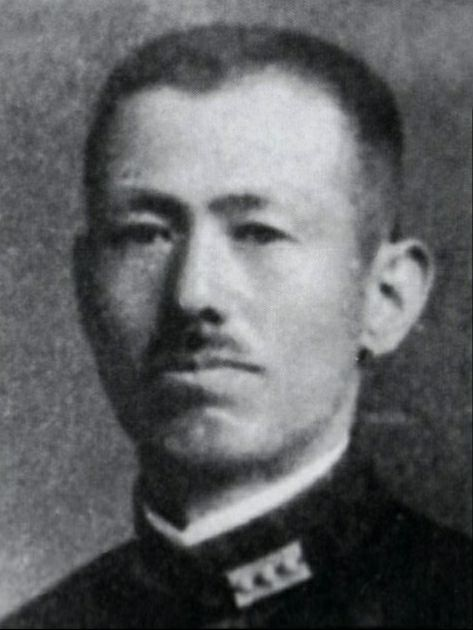
重岡信治郎 / 1月16日没

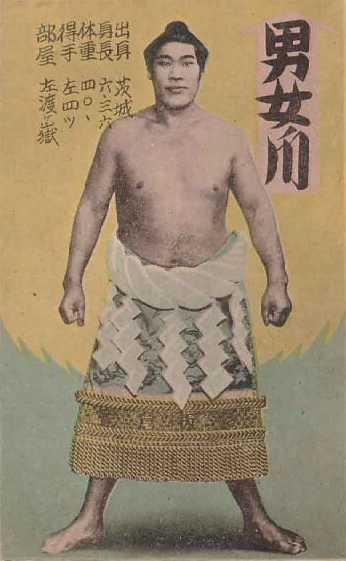
男女ノ川登三 / 1月20日没

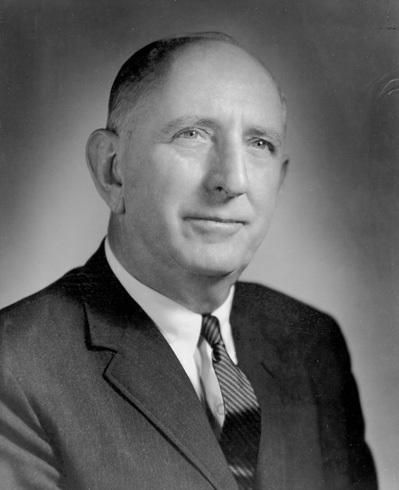
リチャード・ラッセル・ジュニア / 1月21日没

## （1日 - 15日）
- 1月2日 - 杉田一郎、政治家（* 1894年）
- 1月3日 - 飯野哲二、国文学者（* 1891年）
- 1月4日 - 叡南祖賢、天台宗の僧侶（* 1903年）
- 1月4日 - 勝平得之、版画家（* 1904年）
- 1月4日 - 岩満重、台湾総督府官僚（* 1889年）
- 1月4日 - 河瀬虎三郎、茶人（* 1888年）
- 1月5日 - ダグラス・シアラー、音響監督（* 1899年）
- 1月6日 - 馬上義太郎、ロシア・ソビエト文学者（* 1902年）
- 1月6日 - P. C. ソーカー、魔術師（* 1913年）
- 1月7日 - 榊原紫峰、日本画家（* 1887年）
- 1月7日 - 内田信也、実業家・政治家（* 1880年）
- 1月9日 - エルマー・フリック、メジャーリーガー（* 1876年）
- 1月10日 - ココ・シャネル、ファッションデザイナー（* 1883年）
- 1月10日 - イグナツィオ・ギュンティ、レーシングドライバー（* 1941年）
- 1月10日 - 小畑哲夫、実業家・政治家（* 1896年）
- 1月11日 - 真藤慎太郎、実業家・漁業家・政治家（* 1883年）
- 1月11日 - 山縣初男、陸軍軍人（* 1873年）
- 1月11日 - 喜多六平太 (14世)、能楽師（* 1874年）
- 1月11日 - ホセ・アリゴー、心霊手術師・霊能者（* 1918年）
- 1月13日 - ロバート・スティル、作曲家（* 1910年）
- 1月14日 - 古今亭甚語楼 (2代目)、落語家（* 1903年）

## （16日 - 31日）
- 1月16日 - 重岡信治郎、海軍軍人（* 1879年）
- 1月17日 - フィリップ・ティス、自転車競技選手（* 1890年）
- 1月18日 - エリック・アルムレーブ、陸上競技選手（* 1891年）
- 1月18日 - ヴァージル・フィンレイ、イラストレーター（* 1914年）
- 1月19日 - 山田丈夫、実業家・弁護士（* 1904年）
- 1月19日 - ウ・バ・キン、会計士（* 1899年）
- 1月20日 - 青木穠子、歌人（* 1884年）
- 1月20日 - 男女ノ川登三、元大相撲力士【第34代横綱】（* 1903年）
- 1月20日 - 岡崎真一、実業家（* 1907年）
- 1月21日 - 陳潔如、蔣介石の２番目の妻（* 1906年）
- 1月21日 - リチャード・ラッセル・ジュニア、政治家（* 1897年）
- 1月23日 - 宮崎竜介、社会運動家（* 1892年）
- 1月23日 - 中馬猪之吉、農業指導者、政治家（* 1885年）
- 1月24日 - アルビン・R・カーン、生物学者・ボクシングコーチ（* 1892年）
- 1月24日 - 山崎元幹、実業家（* 1889年）
- 1月24日 - セント・ジョン・グリア・アーヴィン、劇作家・小説家（* 1883年）
- 1月24日 - ビル・ウィルソン、アルコホーリクス・アノニマスの共同創設者のひとり（* 1895年）
- 1月25日 - 与謝野秀、外交官（* 1904年）
- 1月26日 - 久野豊彦、小説家・経済学者（* 1896年）
- 1月26日 - 名寄岩静男、大相撲力士（* 1914年）
- 1月26日 - トゥリオ・カルミナティ、俳優（* 1894年）
- 1月27日 - ハコボ・アルベンス・グスマン、軍人・政治家（* 1913年）
- 1月27日 - 平井喜久松、土木工学者・鉄道官僚（* 1885年）
- 1月27日 - アーデルハイト・ツー・シャウムブルク＝リッペ、シャウムブルク＝リッペ家の侯女（* 1875年）
- 1月27日 - 翁文灝、地質学者・政治家（* 1889年）
- 1月28日 - ドナルド・ウィニコット、医師（* 1896年）
- 1月28日 - チャールズ・ガーランド、テニス選手（* 1898年）
- 1月31日 - 加藤耕山、禅僧（* 1876年）
- 1月31日 - ヴィクトル・ジルムンスキー、言語学・文芸学者（* 1891年）